# Syrphophagus herbidus
Syrphophagus herbidus är en stekelart som först beskrevs av Johan Wilhelm Dalman 1820.  Syrphophagus herbidus ingår i släktet Syrphophagus och familjen sköldlussteklar. Arten är reproducerande i Sverige. Inga underarter finns listade i Catalogue of Life.